# Batasio
Batasio (лат.) — род лучепёрых рыб из семейства косатковых (Bagridae). Эти мелкие рыбы встречаются в быстрых горных речках по всей Южной и материковой Юго-Восточной Азии.

## Внешний вид и строение
Обычно виды Batasio имеют увеличенные сенсорные поры на голове, сжатые с боков голову и тело и по меньшей мере 35 позвонков. B. tengana, B. pakistanicus и B. spilurus отличаются от других видов Batasio тем, что их жировой плавник намного короче. Эти рыбы являются небольшими сомами. B. pakistanicus и B. spilurus — наименьший вид, достигающий всего 35 миллиметров и 45 мм соответственно. Длина других видов укладывается в диапазон от 55—101 мм.
У Batasio, как и у большинства других косатковых, легко определить пол. У самца есть видимый генитальный сосочек прямо перед анальным плавником. У носящих икру самок B. tengana (юго-азиатская форма) легко определить пол, потому что розовые яйца можно при хорошем освещении увидеть через их полупрозрачный живот.

## Экология
Batasio обычно встречаются в горных реках с быстрым течением. B. fluviatilis встречается в реках и ручьях с умеренным или быстрым течением и преимущественно каменистым дном и реже встречается в медленных потоках с илистым дном. B. tengana встречается в реках и каналах и встречается в проливных потоках. B. travancoria встречается в горных ручьях и реках. B. fluviatilis прячутся среди камней или подводной растительности в течение дня и выходят ночью, чтобы кормиться. B. batasio, похоже, мимикрирует под Mystus vittatus, с которым он обитает в одних водоёмах.

## Распространение
Представители рода Batasio встречаются на всей территории Южной и континентальной Юго-Восточной Азии. B. affinis встречается в Мьянме. B. fluviatilis в северной части Малайского полуострова. B. tigrinus также зарегистрирован в Таиланде. B. dayi населяет бассейны рек Салуин и Иравади в Мьянме. B. elongatus встречается на юго-западе Мьянмы. B. macronotus происходит из восточного Непала, B. pakistanicus встречается в реке Инд. B. batasio также обитает в северной Индии, где он встречается в одних водоёмах с Mystus vittatus. B. fasciolatus известен из бассейна реки Тиста, притока реки Брахмапутры. B. merianiensis встречается в бассейне реки Брахмапутры. B. sharavatiensis обитает в реке Шаравати в Северной Каннаде, Карнатака. В. spilurus известна из бассейна реки Брахмапутра в окрестностях Дибругарха. B. tengana известна из Ганга и притоков реки Брахмапутры; его ареал, по-видимому, ограничен верховьями больших рек. B. travancoria распространен в реках Читтар, Каллада и Памбияр в южной части штата Керала и считается редким видом.

## Классификация
В настоящее время в этом роде 18 признанных видов:
- Batasio affinis Blyth, 1860
- Batasio batasio (F. Hamilton, 1822)
- Batasio convexirostrum Darshan, Anganthoibi & Vishwanath, 2011[13]
- Batasio dayi (Vinciguerra, 1890)
- Batasio elongatus H. H. Ng, 2004[2]
- Batasio fasciolatus H. H. Ng, 2006[1]
- Batasio feruminatus H. H. Ng & Kottelat, 2008[14]
- Batasio flavus Plamoottil, 2015[15]
- Batasio fluviatilis (F. Day, 1888)
- Batasio macronotus H. H. Ng & Edds, 2004[10]
- Batasio merianiensis (B. L. Chaudhuri, 1913)
- Batasio pakistanicus Mirza & M. A. Jan, 1989
- Batasio procerus H. H. Ng, 2008[16]
- Batasio sharavatiensis Bhatt & Jayaram, 2004[12]
- Batasio spilurus H. H. Ng, 2006[1]
- Batasio tengana (F. Hamilton, 1822)
- Batasio tigrinus H. H. Ng & Kottelat, 2001
- Batasio travancoria Hora & N. C. Law, 1941